# Cosan
Cosan est une entreprise brésilienne spécialisée dans la production de bioéthanol, la production de sucre et l'énergie.

## Histoire
En 2008, Cosan acquiert pour 714 millions de dollars les stations de services Esso appartenant à Exxon Mobil au Brésil.
En 2009, Cosan acquiert les 83 stations de services Petrosul, les renommant sous la marque Esso.
En 2010, Cosan crée une coentreprise, nommée Raízen, avec Shell. Dans le cadre de cette coentreprise, Cosan y transfert ses activités dans l'éthanol, le sucre, l'énergie et la distribution d'essence ainsi qu'un apport de 300 millions de dollars, alors que Shell intègre à cette coentreprise son réseau de distribution d'essence notamment en ce qui concerne l'aviation, Shell apporte également 1,63 milliard de dollars à la coentreprise. L'ensemble possède 4 500 stations services, une production annuelle de 2,2 milliards de litres d'éthanol et une production de canne à sucre de 100 millions de tonnes par an,.
En 2012, Cosan acquiert la participation de 60 % de BG Group dans Comgas, une entreprise spécialisée dans le gaz naturel, pour 1,8 milliard de dollars.
En février 2014, Cosan propose d'acquérir l'entreprise brésilienne de transports ferroviaire de marchandises América Latina Logística (ALL) pour l'équivalent de 4,7 milliards de dollars. À la suite de cette opération Cosan souhaite scinder ses opérations logistiques avec les actifs de America Latina Logistica pour l'introduire en bourse.